# Streaky Bay
Streaky Bay är en ort i Australien. Den ligger i kommunen Streaky Bay och delstaten South Australia, omkring 470 kilometer nordväst om delstatshuvudstaden Adelaide.
Vid folkräkningen 2016 hade Streaky Bay 1 378 invånare.